# フランス共産党
フランス共産党（フランスきょうさんとう、フランス語: Parti communiste français、略称: PCF）は、1920年に結成されたフランスの政党。
前身のフランス社会党（労働インターナショナル・フランス支部、SFIO）が1920年12月のトゥール党大会においてコミンテルン（第三インターナショナル）への加盟を決議し、党名を「共産主義インターナショナル・フランス支部」（フランス語: Section française de l'Internationale communiste、SFIC）に改称し（加盟に反対した少数派は SFIO として活動を継続）、翌1921年に「社会党 SFIC（Parti socialiste SFIC）」、1943年にコミンテルンが解散した際に現在の「フランス共産党」に改称した。
マルクス・レーニン主義を掲げ、パブロ・ピカソやエリック・サティ、イヴ・モンタン、シモーヌ・シニョレ、ジャック・シラクらも党員だった時期がある。

## 歴史
フランス共産党は、コミンテルンのフランス支部として活動し、スターリンがコミンテルンを実質支配した1930年に「左翼反対派」を追放してモーリス・トレーズが実権を握って以降、コミンテルンが解散した戦後においても各国の共産党に比べても際立ってソ連の政策を支持する傾向が強く、モスクワの長女 (La fille aînée de Moscou) と揶揄された。その傾向は1991年のソビエト連邦の崩壊まで続いた。

### 人民戦線からレジスタンスまで
フランス共産党は1930年代初頭、スターリンとコミンテルンが提唱した「社会ファシズム論」を実践してフランス社会党 (SFIO)に激しい攻撃を加えたが、1933年にドイツでナチスが政権を獲ると、フランスでもファシズム運動が起こっていたことから労働者の間で「反ファシズム統一戦線」の気運が高まった。その気運は2月6日に起こった「火の十字団」「王党派青年団」「愛国青年団」「フランス連盟」などの極右・ファシスト組織が合同してコンコルド広場からエリゼ宮に進撃した武装デモをきっかけに、ファシズムに対抗する統一戦線としての人民戦線運動として結実し、1936年にはフランス人民戦線政府が樹立された。

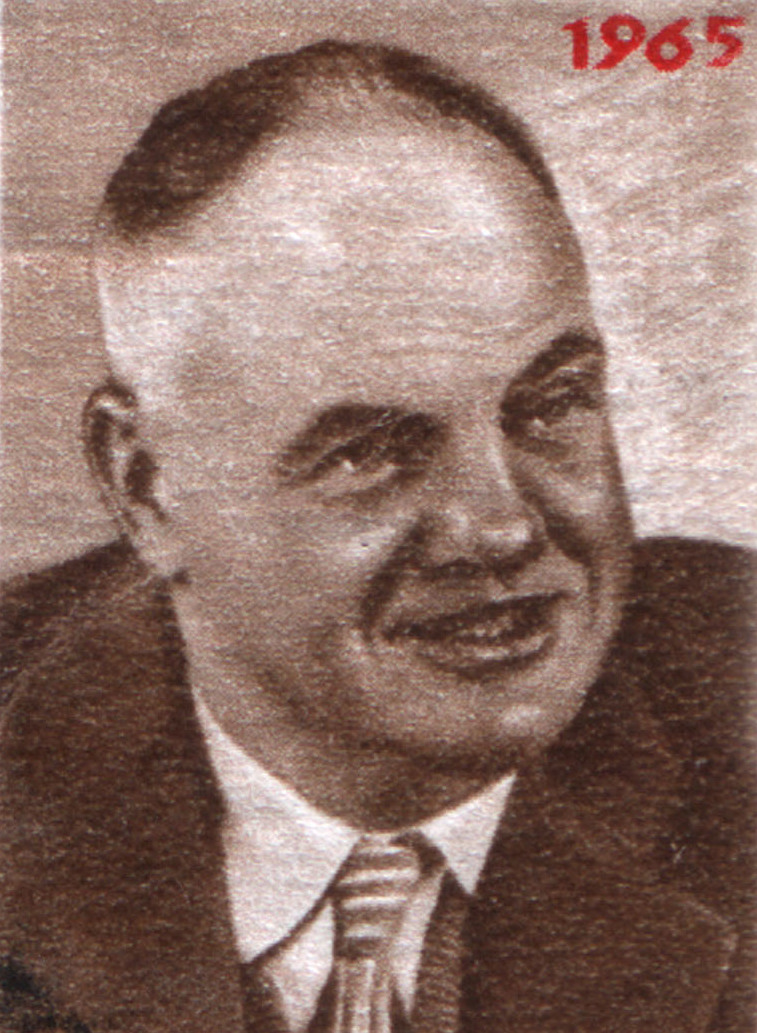
1965年にソビエト連邦で発行されたモーリス・トレーズ書記長を描いた切手。

フランス共産党も人民戦線運動に貢献したが、入閣せず閣外協力の形でこの政府に協力した。したがって、フランス共産党はこの政府に協力するために労働者のストライキ運動を「権利獲得運動」の枠内に抑制した。1936年5月27日に社会党左派のマルソー・ピヴェールが、ストライキ運動の広がりに革命まで展望して「いまや、すべてが可能である」と社会党機関紙『ポピュレール』にて表現したことに対し、フランス共産党書記長であるモーリス・トレーズは、農民と中産階級の支持が充分でない、として「すべてが可能なわけじゃない。権利闘争は終わらせる術を知らなくてはならない」と6月11日の共産党活動家集会で反論した。このようなフランス共産党の「社会ファシズム論」から「人民戦線」への転換は、ナチスの軍事的脅威からソ連邦を守り、かつヨーロッパにおけるトロツキズムの高揚を怖れたヨシフ・スターリンの意向が働いている。
1937年6月にレオン・ブルム首相の辞職によって人民戦線政府が崩壊し、1939年にスターリンがナチス・ドイツのヒトラーと独ソ不可侵条約を締結すると、フランス共産党は一転して「反ファシズム」ではなく、「フランス帝国主義およびアメリカ・イギリス帝国主義反対」を強く打ち出すようになる。独ソ不可侵条約を支持したことで、党員の三分の一が反発して離脱し、政府から「利敵団体」と規定されて非合法化される。1940年のナチス・ドイツによるフランス侵攻という段階に至っても、（のちに捏造される伝説とは違って）秘密地下組織となったフランス共産党は反ナチ・レジスタンス運動を開始するどころか、モスクワからの意向に従い兵器工場でのサボタージュを労働者に呼びかけ、いくつかの工場をテロによって破壊した。フランス敗北後は、当初は合法政党化を期待して占領当局に機関紙『ユマニテ』の発行を請願し（指導者のジャック・デュクロは回想録でこのことを認めている）、アナーキストやトロツキストの名簿をナチスに渡したりしている。ジャック・ドリオやジャン・フォントノワなどのように共産党から転向した者も少なからず存在した。
1941年のナチス・ドイツのソ連侵攻によって、フランス共産党も武装してレジスタンス運動を開始する。当時、すでに「地下組織」であったことから、武装闘争への転換はスムーズに行われた。フランス共産党のレジスタンス活動は「ドイツ兵を一兵でも多くソ連から引き離せ」というスターリンの指令によって、その開始の当初からナチ将校の射殺を繰り返す激しい戦術を採用する。それに対するナチス側の弾圧も「疑わしきは処刑」と熾烈を極めたことから、フランス共産党は「銃殺を恐れぬ党」としてフランス社会で権威を取り戻すことになる。また、フランス共産党は、「愛国主義とインターナショナリズムの融合」をレジスタンス運動におけるスローガンに掲げ、ド・ゴール派らブルジョアジーのレジスタンス組織とも協調した。あるいは、レジスタンスの大衆組織として「国民戦線」（現在のルペンらの同名組織とはまったく無関係）を結成し、主に中産階級の取り込みを図った。以降、「愛国主義」は、フランス共産党の強烈なアイデンティティーとなった。
1944年にナチスを放逐した国民的なレジスタンス運動は、共産党の権威の高まりとあいまって「ブルジョアジーすら社会主義を希求する」と言われたような状況を現出させる。しかし、モスクワに亡命していたフランス共産党の指導者モーリス・トレーズは帰国するなりレジスタンスの武装解除を命じ、資本主義体制再建に協力することになる。また、フランス共和国臨時政府のド・ゴール政権では、トレーズが副首相として入閣した。
1945年10月に行われた制憲議会選挙では126議席を獲得。社会党を1議席差で抑え第1党となった。1946年の制憲議会選挙では第2党となったものの、11月10日に行われた第四共和政最初の議会選挙（fr:Élections législatives françaises de novembre 1946）でも第一党となった。この時期に成立した政権のいずれにも閣僚を輩出している与党であり、この時期が、同党のピークといえるだろう。
1949年2月2日、書記長であったトレーズは、仏露間で戦争が勃発した場合の党の立場を表明。フランス共産党はソビエト連邦側に立ち、ソビエト連邦軍を歓迎するとした。

### 第四共和政下
1947年5月、ポール・ラマディエ政権はゼネストをめぐって共産党の閣僚を罷免し、共産党は野党となった。1951年の議会選挙（fr）では第一党であったものの、社会党や急進党などの率いる「第三勢力」 (fr) が与党となった。1956年の選挙でも第一党の座を確保したが、1958年には引退していたド・ゴールが政権に復帰し、第五共和政が成立した。

### 第五共和政下
ド・ゴールの再登板後は低迷し、1958年の選挙では得票率こそ18.90%だったものの、わずかに10議席しか獲得できなかった。1962年の選挙（fr）では41議席を得た。
1967年の選挙（fr）では議席を倍増させるなど盛り返した。1968年五月革命においてフランス共産党は、影響下にある労組ナショナルセンターであるCGT（労働総同盟）を通じて労働者のストライキを組織したが、ダニエル・コーン＝ベンディットらの急進的な学生運動を一貫して否定し、バリケードを構築しての衝突や街頭占拠を積極的に推し進めるアナーキストやトロツキストたちを「挑発者」として、激しく非難した。ド・ゴール大統領は総選挙を行って対抗し（fr）、事態を収拾した。共産党はわずかであったが得票率を減少させた。

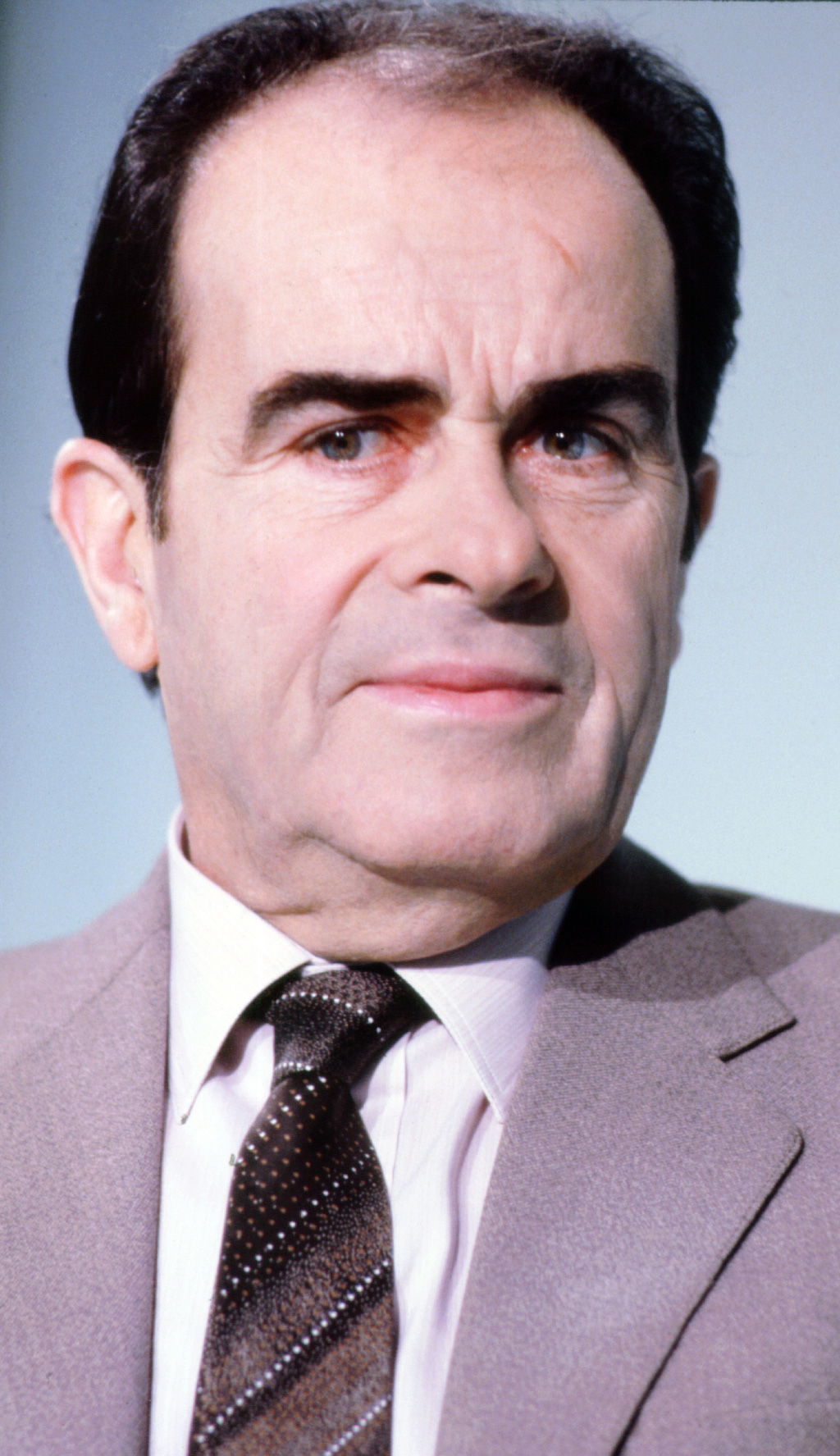
ジョルジュ・マルシェ。

1972年には、フランス社会党と「共同政府綱領」に調印し、「左翼連合」を形成して政権をめざすが「政権獲得後の国有化の範囲の性急な拡大」を理由に、社会党から決裂されて1977年に「左翼連合」は崩壊した。
1978年には共産党員哲学者であったルイ・アルチュセールが『共産党のなかでこれ以上続いてはならないこと』を刊行している。
1981年に社会党のミッテランが大統領に当選すると、フランス共産党は同政権に入閣したが、1984年に「政策不一致」で脱退する。
1985年に開催した第27回党大会では、1970年代の「左翼連合」および1980年代のミッテラン政権での経験を「社会党との共同を追求したこと自体が誤りだった」と総括し、同大会で「社会主義フランスの建設」を強調する方針が採択された（1990年の27回大会では「フランス的な社会主義プロジェクト」に「発展」した）。
フランス共産党は、1979年のソ連軍によるアフガニスタン侵攻や1980年のポーランド干渉などについて、常にソ連邦政府を全面的に支持した。また、ソ連邦の核兵器保有を全面的に支持していたが、ソ連共産党のゴルバチョフ書記長が1986年1月に「2000年までに全世界から核兵器をゼロにする」という提案を発表すると、フランス共産党は「ゴルバチョフ同志の提案を我が物にする」と核兵器の廃絶を訴えるようになった。

### ソ連崩壊と民主集中制の放棄
1991年のソビエト連邦の崩壊による各種文書の情報公開によって、ソ連共産党が長年にわたってフランス共産党へ資金援助していたことが明るみに出た。

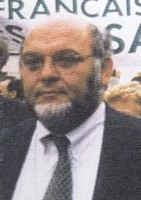
1994年にフランス共産党書記長に就任したロベール・ユー

1994年1月の第28回大会で民主集中制を規約から外した。そして、同大会で1970年以来党運営を担ってきたジョルジュ・マルシェが引退し、ロベール・ユーが書記長に就任した。。

1997年国民議会選挙では改選前を上回る議席を獲得して健闘。選挙後に「第三次保革共存(コアビタシオン)」として発足した社会党政権に、ジャン＝クロード・ゲソ（運輸相）やマリー・ジョルジュ・ビュフェ（青年・スポーツ相）などを入閣させた。この時期の共産党指導部は新自由主義的改革とそれに伴うフランスの伝統的な福祉政策の転換に反対せず「ゲソ同志を困らせるな」をスローガンにして、労働組合などによる「民営化反対」の要求・運動を抑制した。2002年フランス大統領選挙では、書記長のロベール・ユーが出馬したが、歴史上初めてトロツキスト政党である労働者の闘争(LO)や革命的共産主義者同盟(LCR)の候補の得票を下回った。ユー指導部は、この大敗の責任を取って退陣、ビュフェを全国書記に選出すると、新しい指導部は「新自由主義反対」を強く打ち出すようになる。しかし、ユーら旧指導部は、現在のビュフェ路線を「反対ばかりで対案がない」と批判する。またビュフェ指導部も、ユー時代の「民営化推進路線」そのものを自己批判しているわけではない。
1989年の段階で党員数20万人と発表していたが、現在は衰退著しくその半数以下と思われる。大衆運動の現場では、トロツキスト勢力との共闘も深めており、路線に若干の幅を見せている。しかし、近年は「社会主義的理想主義」を掲げる若手党員は主にLCR（2009年2月に反資本主義新党-NPAに移行）に、あるいは同党の「愛国主義的伝統」をアイデンティティーにする古参党員は極右政党の国民戦線に（それぞれ場合によっては地方・下部組織ごと）移行しているケースも少なくなく、フランス共産党は組織存亡の渕に立たされているといえる。ただし、ナンテールなどバンリュー（大都市郊外の公営住宅地）では依然として共産党が強い勢力を維持している地域もある。

### 2000年代以降

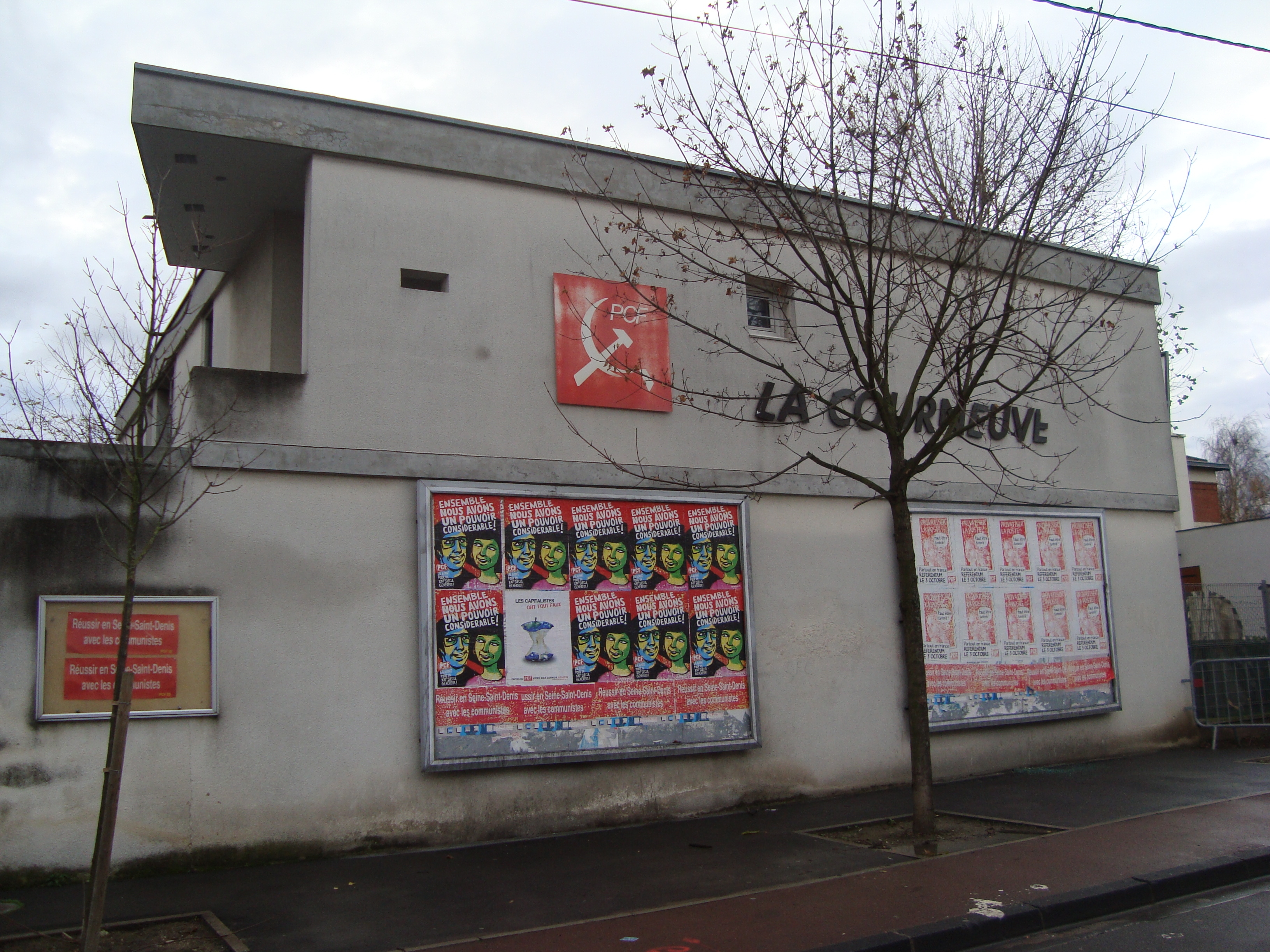
フランス共産党地方支部の建物（2009年）。

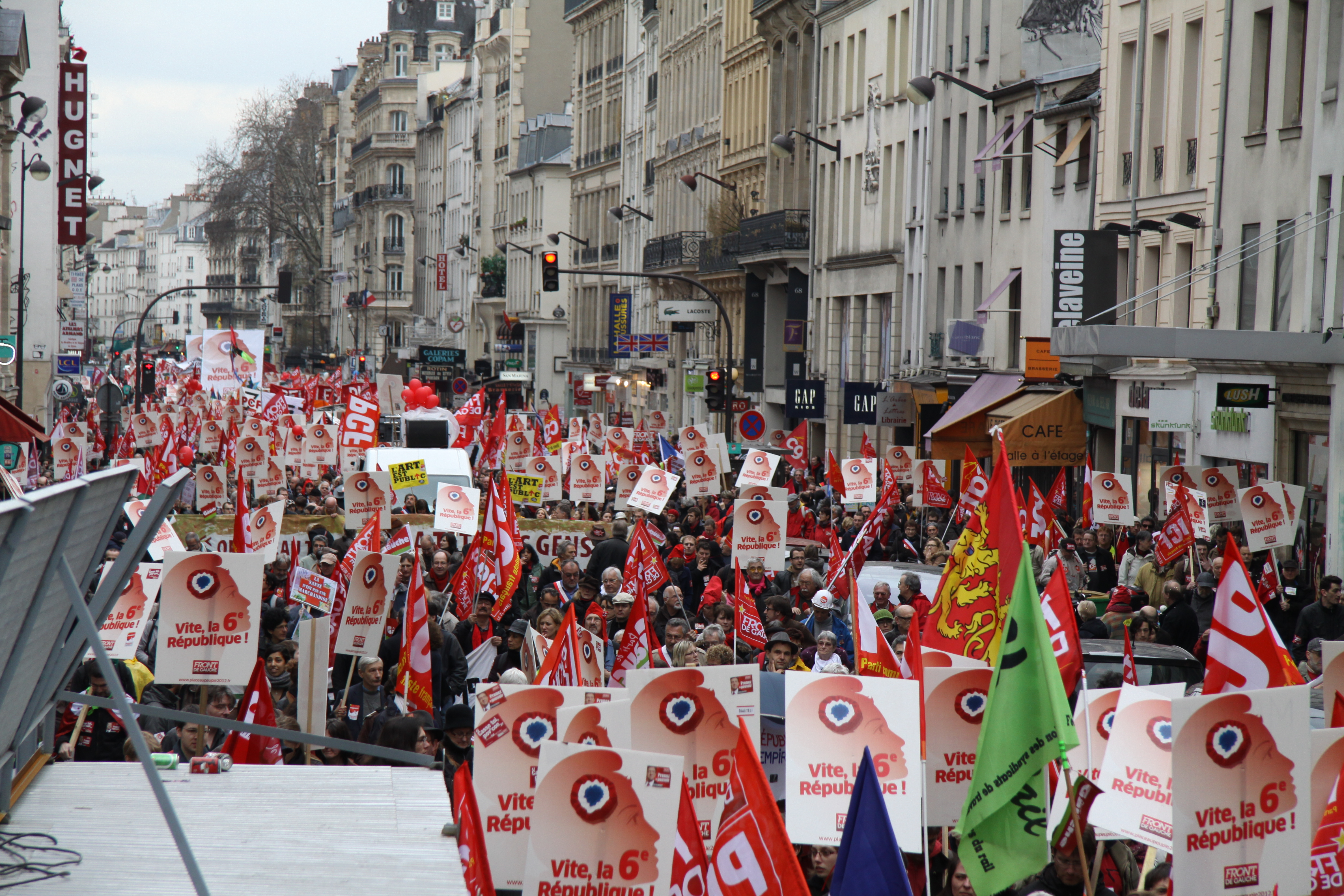
2012年のパリに於けるフランス共産党支持者によるデモ行進。

フランス共産党は、2005年のEU憲法批准の是非を問う国民投票に際して、「反新自由主義」の立場から批准に反対し、反対派の勝利に一定の貢献を果たした。このEU憲法批准に反対した反新自由主義左派グループ（フランス共産党、革命的共産主義者同盟-LCR、緑の党、労働者の闘争-LO、など）は、「5月29日全国コレクティブ」（「5月29日」はEU憲法批准反対派が国民投票で勝利した日）を形成して2007年フランス大統領選挙を睨んで左派統一候補を擁立する議論を行い、「全国コレクティブ」は投票で共産党の全国書記マリー・ジョルジュ・ビュフェを選出した。
しかし、LCRは「共産党の組織力を背景にした多数派工作による選出」と反発した。ビュフェは「共産党色」を薄めるために、書記長職の辞任を示唆したが結局「全国コレクティブ」は決裂し、「反新自由主義」各党がそれぞれ候補者を擁立する結果となった。LCRが共産党のユ指導部時代の民営化政策の撤回を迫ったが、共産党がそれを拒否したことも決裂の一因となった。また、ビュフェを「反新自由主義勢力の代表としての候補」か、あるいは「伝統的共産党の候補」として擁立するかで共産党内部でも意見が二分したが、最終的にはビュフェは「共産党と無党派市民の共同候補」という体裁で、同党初の女性大統領候補として立候補することになった。この共産党の動きを「セクト主義」とした同党のエヌ県モン・ドリニィ支部では、30数人で構成する共産党の支部が解散することを決定して、その半数がLCRに加盟してブザンスノーの大統領選挙を支援することを表明した。
ビュフェは大統領選第一次投票で、707,327票の得票（得票率1.94%）の12人の候補者中7位に留まり、前回の3.37%からさらに後退した。「トロツキスト候補」であるLCRのオリヴィエ・ブザンスノー候補にも大きく水をあけられ（ブザンスノーは4.11%を獲得）、この間の共産党の退潮傾向にさらに拍車をかける結果となった。フランス共産党は、フランス社会党のセゴレーヌ・ロワイヤル候補と右派のニコラ・サルコジ候補の対決となった決選投票において、ロワイヤルへの投票を呼びかけた。
大統領選挙第2回投票の翌月に行われた国民議会議員選挙（6月10日、17日投票）では前回より6議席減の15議席を獲得した。
2009年2月、社会党から分裂した左派グループが結成した左翼党や反資本主義新党内の少数グループであるユニテリアン左翼とともに、同年6月に実施された欧州議会議員選挙に向けた選挙共闘ブロックとして左翼戦線 (Front de gauche) を結成。左翼戦線は同選挙で、5議席を獲得した（そのうち3議席が共産党）。翌2010年6月に行われた第35回党大会では『ユマニテ』の元編集長であるピエール・ロランを新たな全国書記に選出した。
2012年4月に行われたフランス大統領選挙では「左翼勢力の結集」を旗印に左翼党の党首であるジャン＝リュック・メランション候補を支援。第1回投票で得票率11.13%で4位に留まったが、共産党系候補が得票率10%を超えたのは1981年の大統領選挙以来である。また大統領選挙直後に行われた議会総選挙で左翼戦線が獲得した10議席のうち、共産党は7議席となった。
2013年2月に行われた第36回党大会ではピエール・ロランが全国書記に再選された。

## 民主集中制度放棄以降の党内派閥
フランス共産党は、対立が生まれるほどの大きな党内派閥は存在していない。これは、各国の共産党が プロレタリア独裁のために維持してきた「民主集中制」という組織原則によるものである。ただし、ソ連崩壊後である1994年1月の第28回大会で民主集中制を規約から無くした以降に党内組織の改革を行い、党内の考えの多元化を認めており、党内民主主義がフランス共産党内に初めて誕生した。以降から、フランス共産党メンバーごとの思想傾向によって、簡単に党内グループを分類することができる。
- 多数派:マリー・ジョルジュ・ビュフェからピエール・ロラン体制に至るまでの現在のフランス共産党の路線を支持するグループ。その名の通り、党内の主流を占めている（70%以上[20]）。フランス社会党をパートナーと見做している。左翼戦線の主要な支持母体。

- 正統派:1990年代以降のフランス共産党の変貌（民主社会主義政党化）に反対し、伝統的なマルクス・レーニン主義に忠実なグループ。この派閥は現在のフランス共産党が政党連合「左翼戦線」を組んでいることを手ぬるいとしており、また、左翼戦線の代表ジャン＝リュック・メランションを快く思っていないとされる。社会党との連携にも反対している。また、欧州連合やユーロからの脱退を支持している。このグループに属していた一部の党員はフランス共産党を離党し、新党を立ち上げた。このグループの党内比率は約10%[20]。

- 保守派:ジョルジュ・マルシェの支持者による小派閥。

- 反撃派:トロツキストの派閥。国際マルクス主義潮流（IMT）の一員。トロツキストの基本戦術である加入戦術をフランス共産党に対して行っている。社会党との連立に否定的で、マルクス主義の基本に忠実なところまでは「正統派」と似ているが、スターリン主義とソビエト連邦に批判的である。左翼戦線の支持勢力の一つ。このグループの党内比率は約10%[20]。

- ユー派:ロベール・ユーの支持者による派閥。社会党やその他中道左派政党や環境政党との幅広い連立に肯定的である。ただ、ユー自身は離党こそしていないものの、現在のフランス共産党指導部との関係が疎遠になっている。

- 改良派:改良主義者による派閥。フェミニズム、エコ社会主義、ユーロコミュニズムを指向する。この派閥のメンバーの多くはフランス共産党を去ったが、かなり昔から共産党内部に深く関わってきた派閥であるとされる。ジョルジュ・マルシェによるソビエト連邦の意向に常に従う保守的な党運営や、民主集中制自体にかなり批判的であったとされている。2002年と2007年の大統領選では共産党候補を支持しなかった。その代わり、フランス共産党再建のために、極左や環境政党含む幅広い左派勢力との連携を声高に主張した。

## 歴代党首
| 代                                                                      | 氏名                                     | 氏名                                                                                     | 在任期間                                 |
| フランス共産党書記長（1921年 － 1994年）                                | フランス共産党書記長（1921年 － 1994年） | フランス共産党書記長（1921年 － 1994年）                                                 | フランス共産党書記長（1921年 － 1994年） |
| ----------------------------------------------------------------------- | ---------------------------------------- | ---------------------------------------------------------------------------------------- | ---------------------------------------- |
| 1                                                                       |                                          | ルイ＝オスカール・フロッサール                                                           | 1921年1月4日 - 1923年1月1日              |
| 2                                                                       |                                          | ルイ・セリエ                                                                             | 1924年1月23日 - 1924年7月1日             |
| 3                                                                       |                                          | ピエール・セマール                                                                       | 1924年7月8日 - 1929年4月8日              |
|                                                                         |                                          | モーリス・トレーズ、アンリ・バルベ、ピエール・セロ、ベノワ・フラションによる集団指導体制 | 1929年4月8日 - 1930年7月18日             |
| 4                                                                       |                                          | モーリス・トレーズ                                                                       | 1930年7月18日 - 1964年5月17日            |
| 5                                                                       |                                          | ワルデック・ロシェ                                                                       | 1964年5月17日 - 1972年12月17日           |
| 6                                                                       |                                          | ジョルジュ・マルシェ                                                                     | 1972年12月17日 - 1994年1月29日           |
| フランス共産党全国書記（民主集中制を廃止した1994年1月の第28回大会以降） |                                          |                                                                                          |                                          |
| 7                                                                       |                                          | ロベール・ユー                                                                           | 1994年1月29日 - 2001年10月28日           |
| 8                                                                       |                                          | マリー・ジョルジュ・ビュフェ                                                             | 2001年10月28日 - 2010年6月20日           |
| 9                                                                       |                                          | ピエール・ロラン                                                                         | 2010年6月20日 - 2018年11月25日           |
| 10                                                                      |                                          | ファビアン・ルーセル                                                                     | 2018年11月25日 -                         |

出典：フランスの左翼（2012年10月7日閲覧）